# Lepidostoma xolotl
Lepidostoma xolotl is een schietmot uit de familie Lepidostomatidae. De soort komt voor in het Nearctisch gebied.